# EUobserver
L'EUobserver és un periòdic digital que es vol independent i que es concentra principalment en la política de les institucions de la Unió Europea. Fou fundat el 2000 i té més de 60.000 lectors. Reivindica el seu lloc com el més gran diari digital tenint com a punt d'informació únic la UE. L'any 2003 el periòdic passa un acord temporal amb la Viquipèdia per donar accessibilitat dels seus comentaris i resums al públic. De fet, els articles se centren en els drets humans, llibertats civils, la transparència de les institucions, la lluita contra la corrupció i la democratització de la UE. Publica comentaris i punts de vista de diverses sensibilitats polítiques, però no publica pas els dels mateixos periodistes que hi treballen.